# Équipement d'accueil du jeune enfant
Cet article concerne les établissements d'accueil du jeune enfant tels qu'ils sont définis par la loi française. Pour un article sur les différents modes de garde des jeunes enfants dans d'autres pays, voir l'article Mode de garde d'enfant.
En France, un établissement d'accueil du jeune enfant (également désigné par l'acronyme EAJE) est un concept qui regroupe, depuis le décret n° 2000-762 du 1er août 2000, les crèches, les haltes-garderies et les établissements réalisant du multi-accueil, donc l'ensemble des dispositifs qui sont ni familiaux, ni scolaires, et qui offrent un lieu de vie à l'enfant de 0 à 6 ans. Le terme officiel désormais utilisé est « établissements et services d’accueil des enfants de moins de six ans ».

## Crèches collectives et crèches à gestion parentale
Plusieurs types de crèches existent.
L'agrément d'une crèche est attribué (et vérifié) par le président du Conseil général.
Si l'on considère l'angle du mode de gestion, il y a deux types de crèches :
- Les crèches qui ont un gestionnaire public :
  - Les crèches municipales, intercommunales, départementales (la qualification fait référence à la collectivité qui gère en direct l'établissement).
- Les crèches qui ont un gestionnaire privé :
  - Les crèches situées dans le champ non lucratif, de l'économie sociale et solidaire, parmi lesquelles :
    - Les crèches associatives (une association loi 1901 gère administrativement) ;
    - Parmi celles-ci, les crèches parentales (même tutelle associative, dont les parents font partie, mais ces derniers sont partie prenante dans son quotidien par des permanences, ainsi que par un travail constant de collaboration avec l'équipe pédagogique).

  - Les crèches situées dans le champ lucratif, non associatif, parmi lesquelles :
    - Les crèches privées ;
    - Les crèches d'entreprises (ces crèches sont gérées par des entreprises à but lucratif).

À noter : 
- L'évolution des textes réglementaires et des financements conduisent à appeler également ces sites multiaccueils.
- En ce sens, plusieurs  autres types de crèche sont actuellement en réflexion ; notamment, d'une part, dans le secteur privé à financement entrepreneurial, des lieux non lucratifs à gestion coopérative (SCIC) ; d'autre part, des micro-crèches, avec exigences administratives allégées.

## Halte-garderie
Lieu de garde occasionnelle destiné aux enfants en âge pré-scolaire.

## Crèches familiales
Les assistantes maternelles indépendantes et qui exercent à domicile, ne sont pas considérées comme « équipements d'accueil du jeune enfant ». Par contre, les crèches familiales qui regroupent des assistantes maternelles sous la responsabilité de la municipalité le sont.
La crèche familiale désormais appelée service d’accueil familial (à ne pas confondre avec crèche parentale) est une formule intermédiaire entre l’accueil collectif et l’accueil par une assistante maternelle. Elle regroupe des assistants maternels agréés qui accueillent des
enfants à leur domicile mais qui sont encadrés par une équipe de professionnels qualifiés (médecin et éducateur de jeunes enfants).

### Différence avec un RPE
Le relais petite enfance (RPE) n'est pas un équipement d'accueil du jeune enfant. Le RPE est un lieu d'information des parents et de professionnalisation pour les assistantes maternelles. Le RPE est plus un lieu d'animation. Il n'emploie pas d'assistantes maternelles mais organise pour elles des temps de rencontre et d'échanges de pratiques, dans le but d'améliorer la qualité d'accueil. Ce n'est pas  un mode de garde. Les RPE, initiés par les caisses d'allocations familiales, et créés en partenariat avec les collectivités locales répondent à un vrai besoin d'information des familles, employeurs d'assistantes maternelles, et d'animation pour les assistantes maternelles.

## Micro-crèche
La micro-crèche est un dispositif intermédiaire entre l'accueil en crèche collective et l'accueil chez l'assistante maternelle, instauré à titre expérimental par le décret de février 2007. La micro-crèche regroupe dans un local deux personnes chargées d'encadrer les enfants, lorsque ceux-ci sont plus de trois ; l'effectif accueilli est au maximum de dix enfants.
Les personnes encadrant les enfants sont soit titulaires d'un diplôme de niveau V et de deux années d'expérience professionnelle, soit ont une expérience de 5 ans d'expérience comme assistant maternel agréé.